# Accidentologie des transports

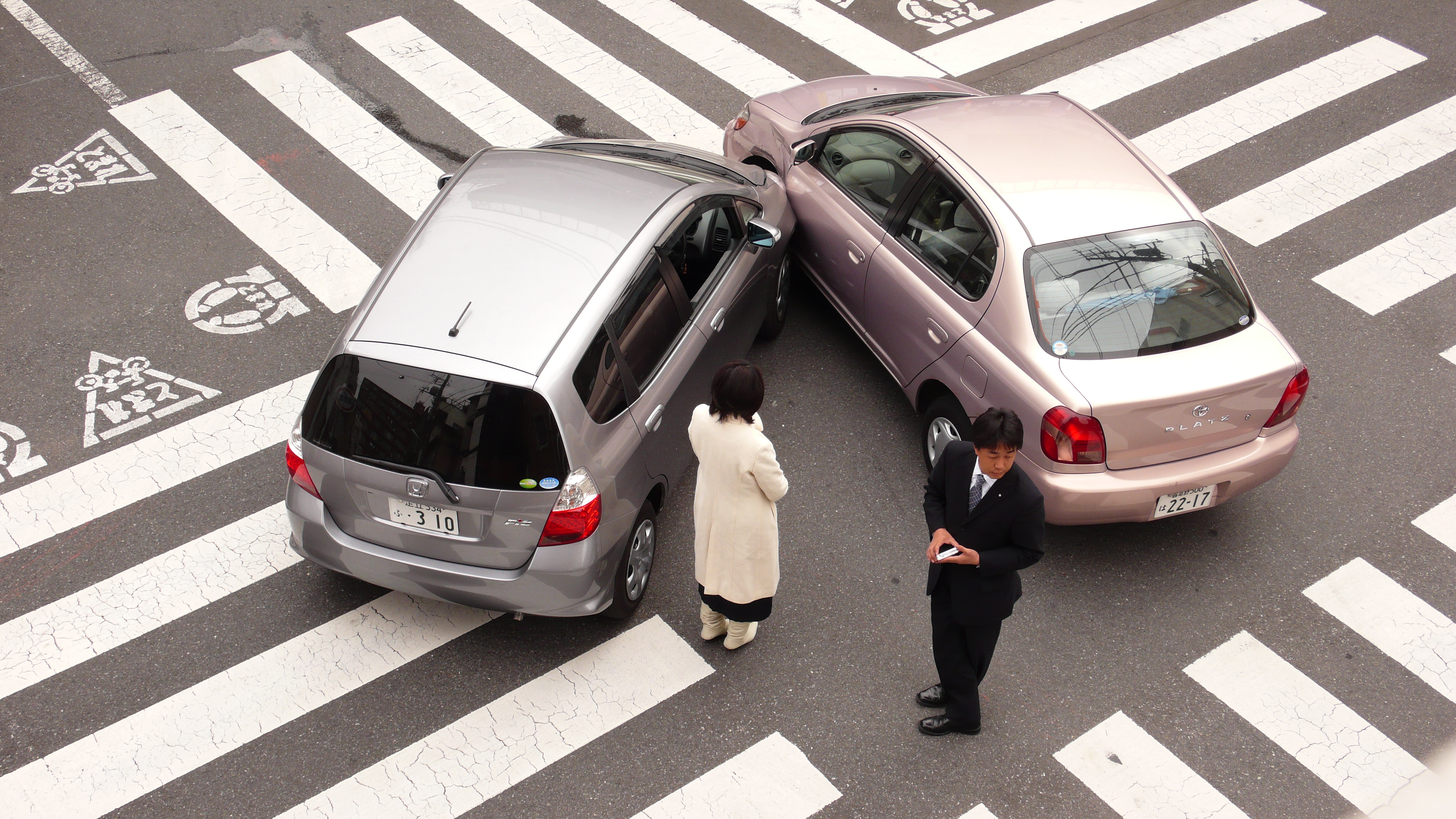
Accident automobile au Japon.

L’accidentologie des transports désigne l'étude des accidents (principalement corporels) et des risques d'accident dans les transports de personnes, en tenant compte du mode de déplacement utilisé (transport individuel ou transport collectif, déplacement motorisé ou non, etc.). Selon la méthode, l’accidentologie permet de comparer d'un point de vue statistique le risque d'avoir un accident d'une certaine gravité en fonction du mode de transport utilisé ainsi que de comparer les modes de transports entre eux en fonction du risque d'accident qu'ils présentent.
Sur les 1,2 million de morts sur la route dénombrés dans le monde en 2002, la plupart des victimes sont des piétons et des deux-roues, en raison de la mixité de la circulation et de la fragilité de ces usagers face aux autres véhicules.

## Historique
Dans les années 1950, le colonel américain John Paul Stapp mène des expériences sur les effets de l'accélération et de la décélération sur le corps humain, et plaide en particulier pour l'importance des ceintures de sécurité.

## Mortalité et morbidité des accidents
L'accidentologie permet également de faire la part des choses entre le risque d'avoir un accident lors d'un déplacement, et le risque d'être blessé ou de périr lors d'un accident.
Ainsi, la mortalité est importante dans les déplacements en mode de transport motorisé individuel (automobile, moto) : elle représente 2842 morts[réf. nécessaire] en France en 2014. Cependant, la morbidité de ces accidents est moins importante que celle des accidents d'avion, bien que ceux-ci tuent bien moins de personnes en moyenne par an.

## Champs d'application
Les études menées sur l'accidentologie des transports permettent :
- de déterminer les moyens appropriés à mettre en œuvre en cas de drame ;
- d'impulser des politiques de sécurité (routière, ferroviaire, aérienne et maritime), dans lesquelles on va chercher à modifier les comportements des opérateurs et des usagers ;
- d'évaluer (parfois partiellement) les effets de telle ou telle politique ;
- d'améliorer les véhicules par essai de choc.

Par exemple, en matière de sécurité routière, l'accidentologie des déplacements en automobile montre que la généralisation de l'usage de la ceinture de sécurité a permis de réduire de façon notable la mortalité des accidents. En revanche, en tant que telle, l'accidentologie ne permet pas toujours d'évaluer complètement les effets d'une mesure. Par exemple, une expérience menée en Espagne et en Australie montre que la mise en place d'une mesure d'obligation du port du casque pour les cyclistes urbains ne réduit pas le nombre de traumatismes et leur gravité,.

## Statistiques sur le risque
Les méthodes utilisées varient énormément, et comme toute méthode statistique, produisent des résultats qui doivent être analysés prudemment.
Les principales méthodes permettent de comparer les risques d'avoir un accident :
1. par centaine, millier, million de kilomètres parcourus avec un mode de transport donné ;
2. par temps d'exposition au risque durant son déplacement ;
3. par déplacement (on considère chaque motif de destination et le trajet par une personne depuis sa position initiale jusqu'à cet objectif comme un déplacement).

Toutefois, l'accidentalité par kilomètre parcouru est à nuancer par rapport à l'aspect social : les ouvriers ont plus d'accidents alors que 56 % d'entre eux parcourent moins de 20 000 kilomètres annuellement, et les cadres supérieurs ont moins d'accidents alors que 68 % d'entre eux parcourent entre 20 000 et 80 000 kilomètres.

### Risque dans les déplacements interurbains
Globalement, on obtient les mêmes tendances que dans les déplacements urbains, avec un renforcement du risque pour les usagers dits « faibles », les infrastructures n'étant pas conçues pour eux dans ce type de déplacements. Les transports en commun voient également leur niveau de risque augmenter, mais restent tout de même largement en dessous de celui de l'automobile.
Les autoroutes sont réputées sûres, et elles présentent effectivement un faible taux d'accident par kilomètre parcouru, mais le risque mortel relatif y est beaucoup plus élevé, sans doute en grande partie à cause des poids lourds qui le multiplient par deux en cas d'accident : 5,2 % d'accidents de poids lourd causent 13,1 % de fatalité.

### Risque mortel selon le mode de transport
Si l'on considère que le risque d'accident mortel est de 1 en automobile, selon le premier mode de calcul (passagers tués par 100 millions de passagers-kilomètres), les données fournies par l'Union européenne pour 15 pays en 2001-2002 (tableau ci-dessous) indiquent que le risque d'accident est de :
- 9,1 à pied ;
- 7,7 à vélo (accident de vélo) ;
- 19,7 à cyclomoteur ou à moto ;
- inférieur à 0,25 en transport en commun.

### Tableaux comparatifs d'accidentologie des différents moyens de transport (données sur l'Union européenne)
Les données sont issues des périodes de 1999 à 2015 dans l'Union européenne,,,.
| Moyen de transport    | Passagers tués par 100 millions de passagers-kilomètres (UE15) | Passagers tués par 100 millions de passagers-kilomètres (UE15) | Passagers tués par 100 millions de passagers-kilomètres (UE15) | Pour des raisons techniques, il est temporairement impossible d'afficher le graphique qui aurait dû être présenté ici. |
| Moyen de transport    | 1999                                                           | 2001-2002                                                      | 2012                                                           | Pour des raisons techniques, il est temporairement impossible d'afficher le graphique qui aurait dû être présenté ici. |
| Deux roues motorisés  | 16                                                             | 13,8                                                           | 5,2593                                                         | Pour des raisons techniques, il est temporairement impossible d'afficher le graphique qui aurait dû être présenté ici. |
| Déplacement pédestre  | 7,5                                                            | 6,4                                                            | NC                                                             | Pour des raisons techniques, il est temporairement impossible d'afficher le graphique qui aurait dû être présenté ici. |
| Bicyclette            | 6,3                                                            | 5,4                                                            | NC                                                             | Pour des raisons techniques, il est temporairement impossible d'afficher le graphique qui aurait dû être présenté ici. |
| Voiture               | 0,8                                                            | 0,7                                                            | 0,4450                                                         | Pour des raisons techniques, il est temporairement impossible d'afficher le graphique qui aurait dû être présenté ici. |
| Navire transbordeur   | 0,33                                                           | 0,25                                                           | NC                                                             | Pour des raisons techniques, il est temporairement impossible d'afficher le graphique qui aurait dû être présenté ici. |
| Autobus et autocar    | 0,08                                                           | 0,07                                                           | 0,0433                                                         | Pour des raisons techniques, il est temporairement impossible d'afficher le graphique qui aurait dû être présenté ici. |
| Air (aviation civile) | 0,08                                                           | 0,035                                                          | 0,0101                                                         | Pour des raisons techniques, il est temporairement impossible d'afficher le graphique qui aurait dû être présenté ici. |
| Train                 | 0,04                                                           | 0,050                                                          | 0,0156                                                         | Pour des raisons techniques, il est temporairement impossible d'afficher le graphique qui aurait dû être présenté ici. |

| Moyen de transport    | Passagers tués par 100 millions de passagers-heures (UE15) | Passagers tués par 100 millions de passagers-heures (UE15) | Pour des raisons techniques, il est temporairement impossible d'afficher le graphique qui aurait dû être présenté ici. |
| Moyen de transport    | 1999                                                       | 2001-2002                                                  | Pour des raisons techniques, il est temporairement impossible d'afficher le graphique qui aurait dû être présenté ici. |
| Deux roues motorisés  | 500                                                        | 440                                                        | Pour des raisons techniques, il est temporairement impossible d'afficher le graphique qui aurait dû être présenté ici. |
| Bicyclette            | 90                                                         | 75                                                         | Pour des raisons techniques, il est temporairement impossible d'afficher le graphique qui aurait dû être présenté ici. |
| Déplacement pédestre  | 30                                                         | 25                                                         | Pour des raisons techniques, il est temporairement impossible d'afficher le graphique qui aurait dû être présenté ici. |
| Voiture               | 30                                                         | 25                                                         | Pour des raisons techniques, il est temporairement impossible d'afficher le graphique qui aurait dû être présenté ici. |
| Air (aviation civile) | 36,5                                                       | 16                                                         | Pour des raisons techniques, il est temporairement impossible d'afficher le graphique qui aurait dû être présenté ici. |
| Navire transbordeur   | 10,5                                                       | 8                                                          | Pour des raisons techniques, il est temporairement impossible d'afficher le graphique qui aurait dû être présenté ici. |
| Train                 | 3                                                          | 3                                                          | Pour des raisons techniques, il est temporairement impossible d'afficher le graphique qui aurait dû être présenté ici. |
| Autobus et autocar    | 2                                                          | 2                                                          | Pour des raisons techniques, il est temporairement impossible d'afficher le graphique qui aurait dû être présenté ici. |

## Accidents dans le domaine maritime

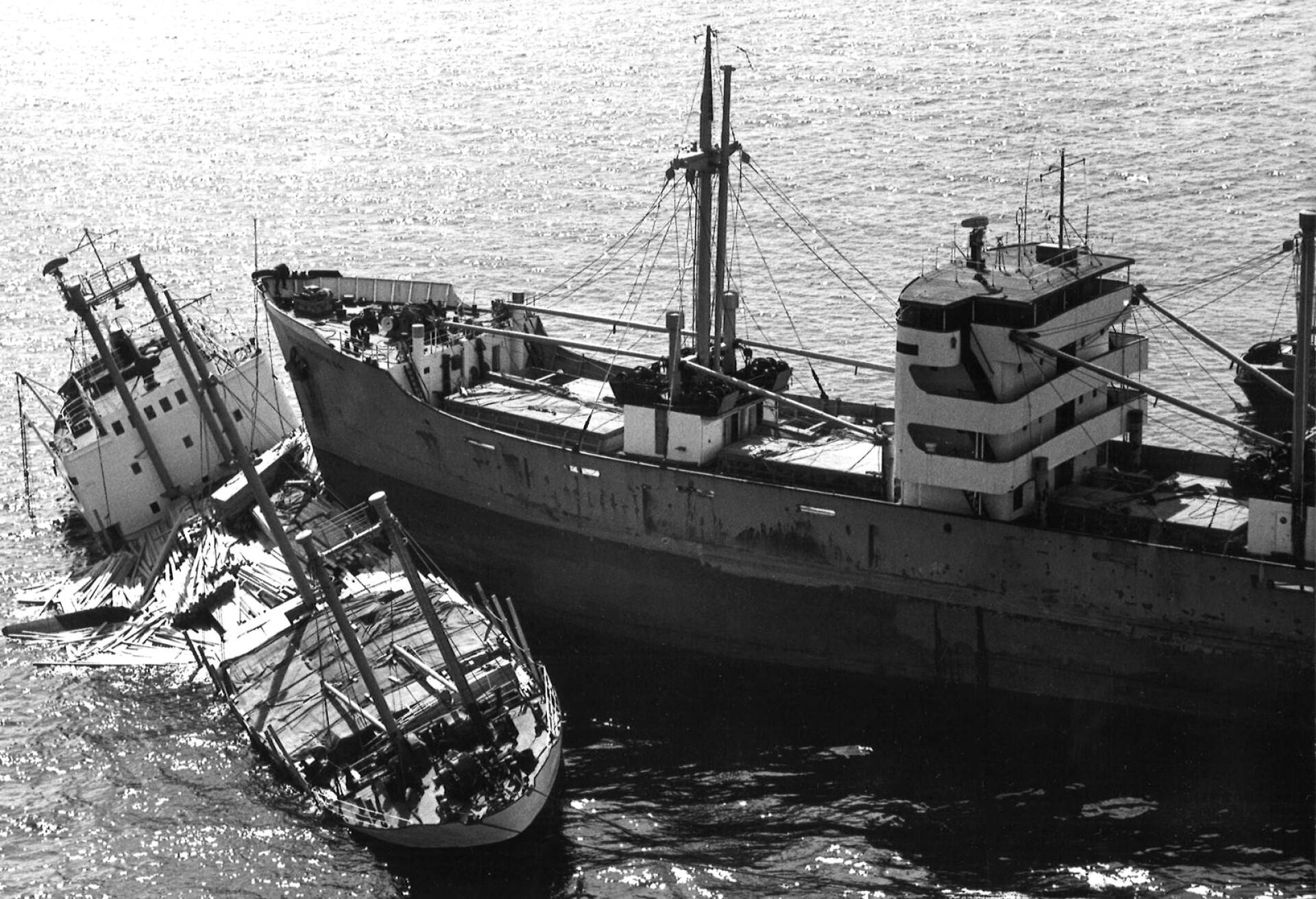
Collision entre deux bateaux.